# Петтини, Джо
Джозеф Пол Петтини (англ. Joseph Paul "Joe" Pettini, род. 26 января 1955 года) — профессиональный бейсболист и тренер, выступавший в Главной бейсбольной лиге за клуб «Сан-Франциско Джайентс». По окончании игровой карьеры работал тренером в «Сент-Луис Кардиналс» и «Хьюстон Астрос». В составе «Кардиналс» дважды становился чемпионом Мировой серии.

## Игровая карьера
Выступая за «Сан-Франциско Джайентс» Петтини выступал на позиции инфилдера, игрока второй и третей базы, а также играл на позиции шорт-стопа. Его последняя игра в высшей лиге состоялась 2 октября 1983 года. В 1984 году он подписал контракт с фарм-клубом «Кардиналс» «Луисвилл Редбёрдс», в составе которого отыграл три сезона.

## Карьера тренера
В 2002 году менеджер «Сент-Луис Кардиналс» Тони Ла Русса назначил Петтини на должность тренера скамейки. В его обязанности входило организовывать разминку игроков и тренировки по отбиванию. Он также руководил инфилдерами, подсказывая тем где им лучше находится на поле во время игры и подстраивая защиту против определённых отбивающих.
Петтини завоевал свой первый титул чемпиона Мировой серии в 2006 году, когда «Сент-Луис Кардиналс» обыграли в финальной серии «Детройт Тайгерс», а в 2011 году, после победы «Кардиналс» над «Техас Рейнджерс», он стал двукратным чемпионом Мировой серии.
11 января 2012 года Петтини был назначен тренером скамейки «Хьюстон Астрос», но после окончания сезона «Астрос» не продлили с ним контракт.

## Личная жизнь
Джо Петтини и его жена Барбара поженились в 1981 году. В 1983 году у пары родилась дочь Эми, а в 1987 году сын Джозеф. В настоящее время Джо со своей семьёй живёт в Бетани (Западная Виргиния).